# جورجي بانو
جورجي بانو (بالرومانية: Gheorghe Banu)‏ هو طبيب روماني، ولد في 23 مارس 1889، وتوفي في 15 أغسطس 1957.